# Francisco Vidagany
Francisco Vidagany Hernández (Valencia, 19 ottobre 1940) è un ex calciatore spagnolo, di ruolo difensore.

## Palmarès

### Giocatore

#### Club

##### Competizioni nazionali
- Campionato spagnolo: 1

Valencia: 1970-1971
- Coppa di Spagna: 1

Valencia: 1966-1967